# Культурный центр Жана-Мари Тьибау
Культурный центр Жан-Мари Тьибау (фр. Centre culturel Tjibaou) — культурный центр, расположенный на узком полуострове Тину, примерно в 8 км к северо-востоку от исторического центра Нумеа, столицы новой Каледонии, продвигает народную культуру Канаков, коренную культуру новой Каледонии, на фоне многочисленных политических разногласий по поводу независимого статуса, которого добиваются некоторые Канаки от французского правления. Он был открыт в июне 1998 года по проекту итальянского архитектора Ренцо Пьяно и назван в честь Жан-Мари Тьибау, лидера движения за независимость, который был убит в 1989 году и который имел видение создания культурного центра, который смешал языковое и художественное наследие Канакского народа.
Архитектурный комплекс представляет собой смесь традиции канакского строительства и ресурсы современной международной архитектуры. План здания основывается на изогнутой оси длиной 250 метров (820 футов), с 10 большими коническими павильонами, сделанные по образцу традиционной хижины. Здание окружено ландшафтным дизайном, который также вдохновлен традиционными элементами дизайна Канаков. Мари Клод Тьибау, вдова Жана Мари Тжибау и нынешний руководитель агентства по развитию Канакской культуры, отметила: «мы, канаки, рассматриваем это как кульминацию долгой борьбы за признание нашей идентичности; со стороны французского правительства это мощный жест реституции».

## История
Когда между представителями Франции и Новой Каледонии были подписаны Матиньонские соглашения, Жан-Мари Тьибау, лидер Канакского независимого движения, выдвинул предложение о создании Агентства по развитию Канакской культуры с целью пропаганды Канакского лингвистического и археологического наследия, поощрения Канакских ремесел и искусства, поощрения межрегиональных связей и развития дизайна и проведения исследовательской деятельности. Этот план был осуществлен после того, как Жан-Мари Тьибау был убит, чтобы успокоить протесты. Президент Франции распорядился о создании в Нумеа культурного центра в соответствии с предложениями Тьибау. В мае 1998 года был официально создан «Культурный центр Жана-Мари Тьибау», в котором определяются Культура и самобытность Канаков. Однако, основываясь на конкурсе на проектирование центра, датированном 1991 годом, работа была возложена на Рензо Пьяно и была построена между 1993 и 1998 годами. Первым директором по культуре был Эммануал Касерху и куратор музея Сьюзан Кокрейн. Проект был довольно спорным из-за его роскошного и монументального характера.